# Ducto coletor cortical
Em anatomia renal, o ducto coletor cortical é o seguimento inicial do ducto coletor, localizado no córtex renal. A origem de seu nome é baseada em sua localização no rim, portanto, o ducto coletor cortical está localizado no córtex renal. É uma estrutura tubular microscópica que faz parte do sistema de ductos coletores dos túbulos renais.